# 노동당 (멕시코)
노동당(멕시코)는 1990년 12월 8일에 창당된 멕시코의 사회민주주의 정당이다. 창당 초기에는 트로츠키주의를 표방했으나 민주혁명당과의 연정을 거치며 점차 우경화되었다. 2016년 2월 19일 국가재건운동과 연정에 합의했으며, 2018년 12월 1일부터 안드레스 마누엘 로페스 오브라도르 내각에 참여하고 있다. 